# Lerista arenicola
Lerista arenicola — вид сцинкоподібних ящірок родини сцинкових (Scincidae). Ендемік Австралії.

## Поширення і екологія
Lerista arenicola мешкають на узбережжі Великої Австралійської затоки, від Сутінкової бухти у Західній Австралії до міста Коффін-Бей на півострові Ейр у Південній Австралії. Вони живуть на прибережних пустищах та у невисоких чагарникових заростях, що ростуть на піщаних дюнах.